# 異軌
異軌（法語：détournement）是當代媒體作品的變體，它是一種「將舊有作品以顛倒的方式重新創作」的手法，而被選做重新創作的原作品（détourned）必須是一個被大眾所熟悉的媒體，以便能够有效和迅速的傳達與原作相反的意圖和信息。一詞源自于法語，由情境主義國際提出，它可以被解釋為「反轉」或「出軌」。
異軌類似一種有諷刺意味的模仿，不過它是採取直接引用或忠實模擬原始作品來制造這種強烈的暗示，而不是重新創作新的作品來達到同樣的效果。以此來傳達相反的意念、顛覆主流媒體及傳遞自己的作品。

## 参見
- 二次創作
- 反艺术
- 文化反堵
- 戲仿
- 惡搞